# Chlebówka
Chlebówka (Duits: Brodsack) is een plaats in het Poolse district  Malborski, woiwodschap Pommeren. De plaats maakt deel uit van de gemeente Nowy Staw en telt 160 inwoners.